# Innocenti Regent
L'Innocenti Regent est une automobile produite par le constructeur italien Innocenti, sous licence BMC pendant seulement 18 mois entre 1974 et 1975.
Cette voiture est aussi connue sous le nom de code ADO 67, des marques Austin et Morris, produite en Grande-Bretagne de 1973 à 1982 par British Motor Corporation devenu British Leyland .

## Histoire
Les études pour le remplacement de la BMC 1100/1300 qui, en Italie, est produite par Innocenti sous les noms d’Innocenti IM3, I4 et I5, commencent en 1968.
Dévoilée en mai 1973 pour le marché anglais sous le nom d’Austin Allegro, elle va aussi être fabriquée en Italie, chez Innocenti, marque que British Leyland a fini par racheter en totalité en 1972. Elle y est baptisée Regent, comme l’avenue londonienne du luxe car Allegro veut dire joyeux en italien, état impossible en regardant la voiture. D'autres y verront un clin d’œil croisé, l’anglaise s’offre une consonance latine, l’italienne fait l’inverse.

## Innocenti Regent
En Italie, la nouvelle Regent est censée remplacer l'Innocenti I.5, sortie du catalogue en octobre 1972, tout en assurant une montée en gamme. Elle est commercialisée en janvier 1974 en trois versions, 1300, 1300 L et 1500 L. Les versions 1.300 reprennent le classique et vieux moteur "Série-A" de 1 275 cm3 de la Mini Cooper avec 66 ch, la 1.500 s’offre le moteur "Série-E" de 1 489 cm3 de l’Austin Maxi avec 79 ch accouplé à une boîte à cinq rapports.
En Italie, comme dans beaucoup d'autres pays, ce segment de classe moyenne est dominé par la Fiat 128 et l’Alfa Romeo Alfasud, puis par la Golf qui offre un hayon. La Regent aura d’autant plus de mal à séduire les Italiens qu’elle est affichée à un prix de vente trop élevé. La Regent 1.300 de base est proposée 10% au-dessus d'une Alfasud 1200, la Regent 1300 L est plus chère qu’une Fiat 124 Spécial T avec moteur bi-arbre 1,6 l de 95 ch. Quant à la Regent 1500 L, son tarif la met au niveau d’une Alfa Romeo Giulia Super de 103 ch.
Affublée d'une esthétique douteuse, de caractéristiques plus que moyennes et d'un prix d'achat et de revient excessif, il ne faut donc pas s’étonner si la production s'arrête après seulement 18 mois et le modèle disparaît du catalogue après épuisement des stocks, en juin 1976.
L'Innocenti Regent sera le dernier modèle automobile de la marque construit sous licence britannique. Les difficultés financières du groupe British Leyland l'obligeront à céder leur filiale italienne au consortium italien d'État GEPI associé à De Tomaso en 1976.